# Bajour
Bajour (Kofferwort aus Basel und dem französischen à jour für «auf dem neuesten Stand») ist ein Schweizer Onlinemedium aus Basel, das seit dem 15. August 2019 online ist. Das Medium wird vom Verein Bajour herausgegeben. Initianten sind Matthias Zehnder und Hansi Voigt. Bajour wird unterstützt von der Stiftung für Medienvielfalt.

## Geschichte
Bajour entstand als Nachfolgeprojekt der 2018 eingestellten Wochenzeitung TagesWoche. Die Initianten haben sich mit der Projektidee eines vernetzten Online-Mediums mit qualitativ hochstehendem Newsletter und Debattenformaten gegen zwei andere Bewerber durchgesetzt und sich die Unterstützung der Stiftung für Medienvielfalt gesichert. Nach einem erfolgreichen Start mit öffentlichen Diskussionsveranstaltungen und Lancierung des täglichen Newsletters «Basel Briefing» am 22. Januar 2020 brauchte es wegen des Ausbruchs der COVID-19-Pandemie eine Neuorientierung, da öffentliche Debatten nicht mehr möglich waren. Bajour gründete am 12. März 2020 die Facebook-Gruppe «Gärn gschee – Basel hilft!», die innert weniger Tage auf 14'000 Mitglieder anwuchs und sich zur grössten Plattform für Nachbarschaftshilfe in Basel entwickelte. Über die Initiative wurde schweizweit berichtet und sie fand erfolgreiche Nachahmer in mehreren Schweizer Städten, darunter Bern und Zürich. In Zusammenarbeit mit der Fachhochschule Nordwestschweiz konnte mit «Gärn gschee – Kultur» ein Streamingformat entwickelt werden, das Künstlern trotz geschlossener Konzerthallen Auftrittsmöglichkeiten und mittels Spenden ein Einkommen bot. Das erste Konzert wurde am 17. März 2020 übertragen (Manuel Gagneux von Zeal & Ardor).
Im Januar 2020 ging der Onlineauftritt auf der Infrastruktur von We.Publish online. Bajour war das erste Medium, das das Content- und User Management-System der Stiftung We.Publish Foundation einsetzte. Darauffolgend stiessen weitere Medien wie Tsüri (Zürich) und Hauptstadt (Bern) zum We.Publish-Netzerk und profitieren nebst einer digitalen Infrastruktur für Onlinemedien von Synergien und Wissenstransfer.
Im November 2022 wurde die Unterstützung durch die Stiftung für Medienvielfalt um drei weitere Jahre verlängert, wobei die Finanzierung degressiv ausgestaltet ist. Im Januar 2024 gab Valerie Zaslawski ihre Position als Co-Chefredaktorin ab; seither leitet Ina Bullwinkel die Redaktion allein.

## Formate

### Täglicher Newsletter «Basel Briefing»
Der 2020 lancierte Newsletter besteht aus Zusammenfassungen und Einordnungen aktueller Ereignisse primär aus der Region Basel. Für die Region bedeutende Ereignisse (international, national) werden ebenfalls berücksichtigt. Mit 12'000 Abonnenten zählt das «Basel Briefing» zu den reichweitenstärksten Online-Publikationen der Region. Der Newsletter erscheint von Montag bis Freitag jeweils um 6 Uhr morgens. Nebst Nachrichten gehören fixe Kategorien wie «Basler*in des Tages» sowie ein täglicher Veranstaltungstipp zum Angebot. Das Format wurde in vergleichbarer Form von Partnermedien in Zürich und Bern übernommen. 2022 ist mit dem «FCB Briefing» ein Special-Interest-Newsletter dazugekommen. Der Newsletter erscheint an jedem Spieltag des Fussballclubs FC Basel und bietet eine Zusammenfassung und Einordnung von aktuellen Medienberichten. 2023 wurde das Angebot um das «Fasnachts-Briefing» ergänzt, einem unregelmässig erscheinenden Newsletter über die Basler Fasnacht.

### Debatte «Frage des Tages»
Im November 2023 startete Bajour eine moderierte Diskussionsplattform zu tagesaktuellen Fragen. Mit 200'000 Abstimmungsteilnahmen und 5000 Kommentare im ersten Jahr entwickelte sich die «Frage des Tages» zu einem relevanten Forum, aus dem politische Vorstösse hervorgegangen sind. Die «Frage des Tages» zu einem möglichen Fall von Zensur eines geplanten Buchs des Schweizer Schriftstellers Alain Claude Sulzer durch eine kantonale Förderkommission wurde in einem öffentlichen Podium fortgeführt. 2024 wurde das Format im Bereich User Engagement mit dem European Publishing Award ausgezeichnet.